# Naomi Girma
Naomi Haile Girma (San José, 14 de junho de 2000) é uma futebolista estadunidense que atua como meio-campista. Atualmente joga pelo San Diego Wave.
Girma jogou futebol universitário pelo Stanford Cardinal, capitaneando o time para vencer a Women's College Cup de 2019. Como a primeira escolha geral do Draft da NWSL de 2022, ela foi nomeada Caloura do Ano da NWSL em 2022 e Defensora do Ano da NWSL em 2022 e 2023.
Girma representou os Estados Unidos nas categorias sub-17, sub-19 e sub-20 antes de sua estreia sênior em 2022. Ela foi nomeada Jogadora do Ano dos Estados Unidos em 2023. Ela conquistou a medalha de ouro com os Estados Unidos nas Olimpíadas de Paris de 2024, onde disputou todos os minutos do torneio.

## Início da vida
Girma nasceu em San Jose, Califórnia, filho de Girma Aweke e Seble Demissie, ambos imigrantes etíopes que se conheceram na Bay Area. Ela tem um irmão, Nathaniel, que é três anos mais velho. Sua família fala amárico e inglês.
Quando jovem, Girma jogou por um clube local que seu pai formou para a comunidade etíope da Bay Area em 2005, apelidado de Maleda Soccer Club, e frequentou a Hacienda Elementary School e as partidas de basquete depois da escola da YMCA, seguindo o exemplo de seu irmão nos esportes. Ela também praticou ginástica por cinco anos antes de se decidir pelo futebol no ensino médio. Depois de impressionar os treinadores em 2009 durante um treino para o qual foi convidada por um amigo, Girma jogou por um clube juvenil local, o Central Valley Crossfire, de 2010 até sua dissolução em 2017. No Crossfire, jogando sob o comando do técnico Bob Joyce, Girma foi incentivada a participar de eventos do Programa de Desenvolvimento Olímpico e foi convocada para o acampamento da seleção nacional sub-14 dos Estados Unidos. Posteriormente, ela se tornou uma jogadora convidada do De Anza Force, e também jogou pela California Thorns Academy e pela Pioneer High School.

## Carreira
Girma jogou futebol universitário pelo Stanford Cardinal e foi capitã do time que venceu a Women's College Cup de 2019. Ela perdeu o início da temporada de 2021 após romper o ligamento cruzado anterior. Durante sua recuperação, ela se inscreveu e foi aceita no Programa Mayfield Fellows para empreendedorismo em Stanford. Em dezembro de 2021, Girma decidiu abrir mão de sua elegibilidade universitária restante e se declarou para o Draft da NWSL de 2022. Ela se formou em Stanford em 2022 com um diploma de bacharel em sistemas simbólicos e continuou buscando um mestrado em ciências da administração e engenharia em Stanford depois de se tornar uma jogadora profissional de futebol.
O San Diego Wave FC selecionou Girma como a primeira escolha do Draft da NWSL de 2022. Ela foi nomeada para o NWSL Best XI do Mês em maio e junho de 2022 e ganhou as honras de Novata do Mês da NWSL em junho. No final da temporada, ela foi nomeada Defensora do Ano da NWSL e Novata do Ano da NWSL, tornando-se a primeira jogadora a ganhar vários prêmios de fim de ano em sua temporada de estreia. Em 14 de junho de 2023, o Wave FC anunciou que havia assinado um novo contrato com Girma até 2026. Ela levou o Wave ao NWSL Shield na temporada de 2023 e foi nomeada Defensora do Ano da NWSL pelo segundo ano consecutivo.
Girma recebeu sua primeira convocação para a seleção principal dos Estados Unidos em dezembro de 2019, mas teve que se retirar devido a uma lesão. Ela foi convocada novamente em outubro de 2020. Ela estreou pela seleção principal em 12 de abril de 2022, em um amistoso internacional contra o Uzbequistão. Ela também apareceu no Campeonato CONCACAF W de 2022 e registrou uma assistência em um gol de Sophia Smith contra a Jamaica durante o torneio.

## Títulos
Stanford Cardinal
- Women's College Cup: 2019[28]

San Diego Wave
- NWSL Shield: 2023[29]
- NWSL: 2024[30]

Estados Unidos
- Campeonato Feminino da CONCACAF Sub-17: 2016
- Campeonato Feminino da CONCACAF Sub-20: 2020[31]
- Jogos Olímpicos: 2024[32]
- Campeonato Feminino da CONCACAF: 2022[33]
- Copa Ouro Feminina da CONCACAF: 2024[34]
- SheBelieves Cup: 2023,[35] 2024[36]

### Prêmios individuais
- Seleção do Ano da FIFA: 2024[37]
- Melhor XI do Campeonato Feminino da CONCACAF: 2022
- Jogadora do Ano dos Estados Unidos: 2023
- Jogadora jovem do Ano dos Estados Unidos: 2020[28]
- Defensora do Ano da NWSL: 2022,[38] 2023[39]
- Caloura do Ano da NWSL: 2022[38]
- Melhor XI da NWSL: 2022,[40] 2023[41]
- Segundo XI da NWSL: 2024[42]